# چو یی سوک
چو یی سوک (کره‌ای: 조의석؛ زادهٔ ۱ ژانویه ۱۹۷۶) کارگردان فیلم و فیلم‌نامه‌نویس اهل کره جنوبی است. از آثار او می‌توان به خواب طلایی و شوالیه سیاه اشاره کرد.